# Штефан Зіхі
Стефан Граф Зічі-Васонькео, або Стефан Граф фон Зіхі-Зіх-Васонькео, угорський граф Іштван Зічі де Зіч і Вашонике (* 13 квітня 1780 у Відні; † 8 червня 1853 ebenda) — австрійський дипломат.

## Життєпис
Походив із карлсбурзької лінії старовинного угорського дворянського роду Зічі. Його батьками були граф Стефан Зіхі та його дружина Тереза, уроджена графиня Палфі. Після закінчення школи та навчання почав дипломатичну кар’єру. Свою професійну кар'єру він розпочав у Лондоні у свого майбутнього тестя, австрійського посланника Людвіга Йозефа Макса Принца Стархемберга. У 1805 році він служив австрійським посланником у Дрездені, а з 1810 по 1824 рік — австрійським посланником у Берліні. Зічі дружив з міністром Гарденбергом і фельдмаршалом Блюхером. Король Фрідріх Вільгельм III нагородив його Великим хрестом ордена Червоного Орла, а після відкликання з Берліна — Орденом Чорного Орла.